# Pristimantis platychilus
Espèce
Synonymes
- Eleutherodactylus platychilus Lynch, 1996

Statut de conservation UICN

 VU B1ab(iii) : Vulnérable
Pristimantis platychilus est une espèce d'amphibiens de la famille des Craugastoridae.

## Répartition
Cette espèce est endémique du versant Ouest de la cordillère Occidentale en Colombie. Elle se rencontre dans les départements de Cauca, de Valle del Cauca, de Risaralda, de Chocó et  d'Antioquia entre 1 580 et 2 600 m d'altitude.

## Publication originale
- Lynch, 1996 : New frogs of the genus Eleutherodactylus (family Leptodactylidae) from the San Antonio region of the Colombian Cordillera Occidental. Revista de la Academia Colombiana de Ciencias Exactas Fisicas y Naturales, vol. 20, no 77, p. 331-345.